# Mikropłyta Gonâve

Płyta karaibska zaznaczona na różowo

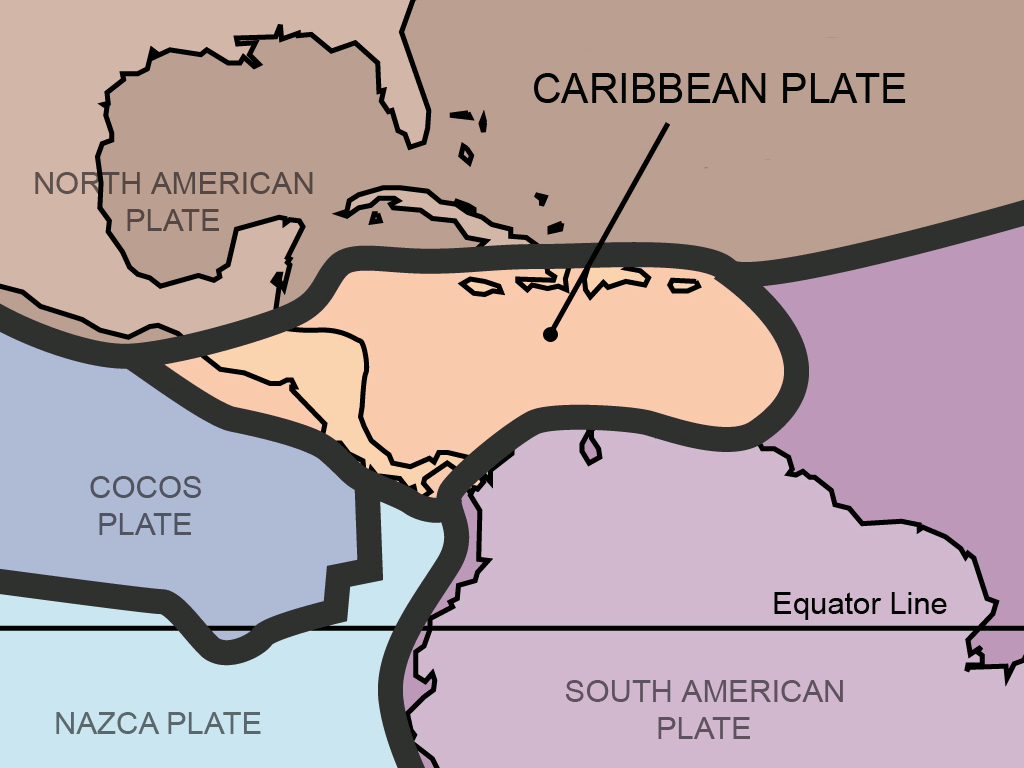
Płyta karaibska według Tectonic plates of the world

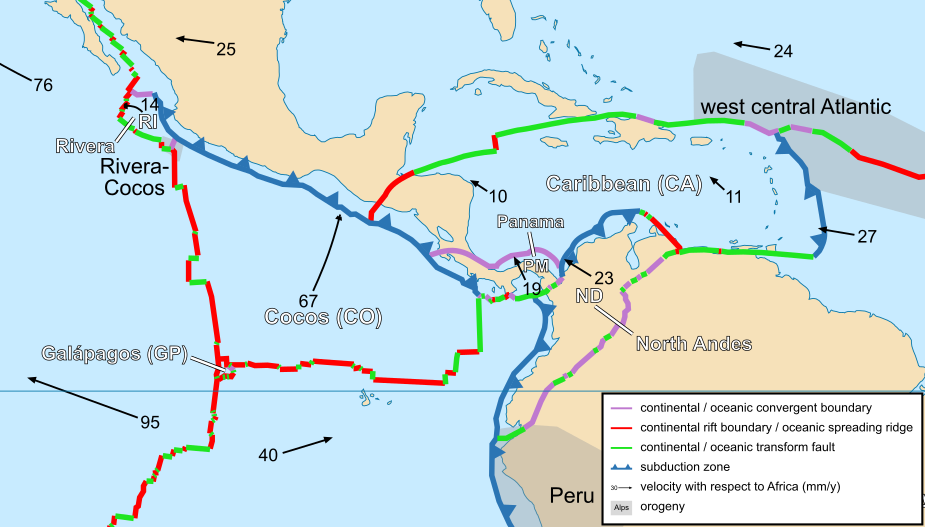
Płyta karaibska i płyta kokosowa

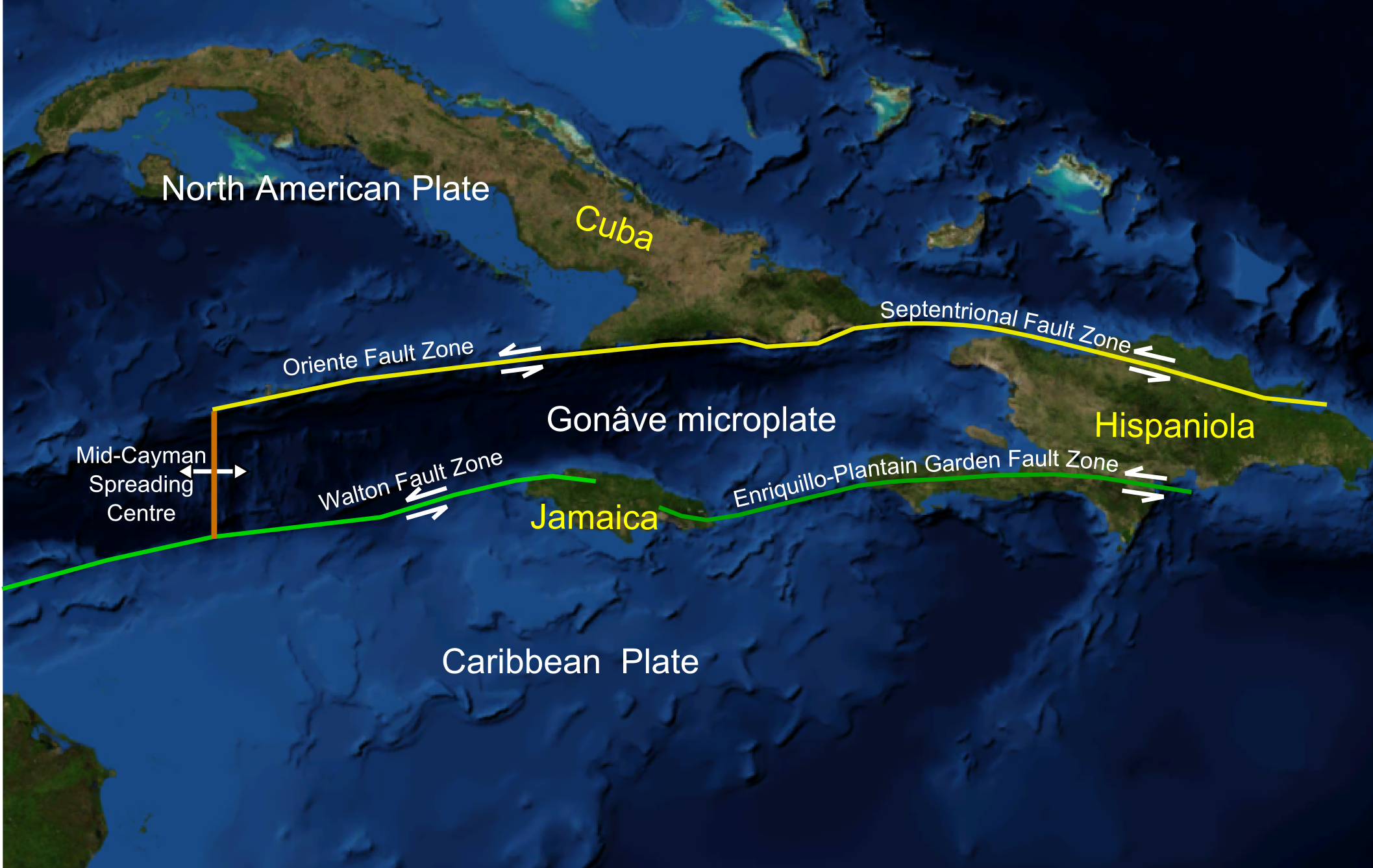
Mikropłyta Gonâve

Mikropłyta Gonâve – niewielka płyta tektoniczna (mikropłyta), położona między płytą północnoamerykańską na północy i zachodzie, a płytą karaibską na południu.